# Malia Scotch Marmo
Malia Scotch Marmo   (Wakefield, 4 de maig de 1957) és una guionista dels Estats Units. Va escriure els guions de Once Around, Hook, Madeline. També va tenir una breu participació en l'adaptació de Parc Juràssic.